# Basketbol Süper Ligi
Die Basketbol Süper Ligi, offiziell Türkiye Sigorta Basketbol Süper Ligi (TBSL), ist die höchste Spielklasse des professionellen türkischen Basketballs. In der Liga wird seit 1966 die türkische Basketballmeisterschaft der Herren ausgespielt.

## Geschichte
Das erste Basketballspiel in der Türkei wurde 1904 am Robert College in Istanbul gespielt. Das Galatasaray Lisesi gründete im Jahr 1911 das erste Basketballteam des Landes. Hauptverantwortlicher dafür war der Sportlehrer (und Absolvent der Schule) Ahmet Robenson, der seinen Schülern eine ihnen noch unbekannte Sportart beibringen wollte. Er war auch maßgeblich an der stark steigenden Popularität der Sports in der Türkei beteiligt. Ein weiteres Basketballteam wurde 1913 vom Erzrivalen Fenerbahçe gegründet.
Die erste inoffizielle Basketballliga wurde 1927 in Istanbul gegründet und die Basketballmeisterschaften wurden ab 1946 zwischen Teams aus Istanbul, Ankara und Izmir ausgetragen.
Die offizielle türkische Basketball-Liga wurde am 3. Dezember 1966 von der Türkiye Basketbol Federasyonu gegründet. Der Namensgeber und Hauptsponsor wurde ab der Saison 2006 der Elektronikhersteller Beko. Ab 2019 war der Namenssponsor die ING-DiBa. 2023 übernahm die Versicherungsgesellschaft Türkiye Sigorta das Sponsoring.

## Spielmodus
- Reguläre Saison: 16 Mannschaften spielen im Ligasystem jeweils zwei Mal gegeneinander (ein Heimspiel, ein Auswärtsspiel) und daraus ergeben sich die acht qualifizierten Teams für das darauf folgende Play-off.
- Play-off-Viertelfinale: Die einander zugelosten Mannschaften spielen zwei Spiele gegeneinander. Sollte es zu einem 1 zu 1 kommen bestreiten beide Teams ein drittes Spiel. Das Heimrecht hätte dann die Mannschaft mit der besseren Platzierung.
- Play-off-Halbfinale: In zwei Best-of-Five werden die Finalisten der Saison ermittelt.
- Play-off-Finale: Der Meister der Spielzeit ist die Mannschaft, die (in maximal fünf Spielen) drei Siege gegen den Konkurrenten erringen kann.

Absteiger sind die beiden letztplatzierten Mannschaften der regulären Saison.

## Mannschaften 2021/22
In der Türkiye Sigorta Basketbol Süper Ligi sind die folgenden 16 Mannschaften in der Saison 2021/22 dabei.
| Team                       | Stadt          | Halle                               | Plätze |
| -------------------------- | -------------- | ----------------------------------- | ------ |
| Anadolu Efes SK            | Istanbul       | Sinan Erdem Spor Salonu             | 16.000 |
| Bahçeşehir Koleji SK       | Istanbul       | Ülker Spor ve Etkinlik Salonu       | 13.800 |
| Beşiktaş Icrypex           | Istanbul       | Sinan Erdem Spor Salonu             | 16.000 |
| Büyükçekmece Basketbol     | Istanbul       | Gazanfer Bilge Spor Salonu          | 03.000 |
| Darüşşafaka SK             | Istanbul       | Volkswagen Arena Istanbul           | 05.800 |
| Fenerbahçe Beko            | Istanbul       | Ülker Spor ve Etkinlik Salonu       | 13.800 |
| Frutti Extra Bursaspor     | Bursa          | Tofaş Nilüfer Spor Salonu           | 07.500 |
| Galatasaray Nef            | Istanbul       | Sinan Erdem Spor Salonu             | 16.000 |
| Gaziantep Basketbol        | Gaziantep      | Karataş Şahinbey Spor Salonu        | 06.400 |
| HDI Sigorta Afyon Belediye | Afyonkarahisar | Prof. Dr. Veysel Eroğlu Spor Salonu | 02.800 |
| Petkim Spor                | Izmir          | ENKA Spor Salonu                    | 03.000 |
| Pınar Karşıyaka            | Izmir          | Karşıyaka Spor Salonu               | 05.000 |
| Semt77 Yalovaspor          | Yalova         | Yalova 90. Yıl Spor Salonu          | 02.500 |
| Tofaş SK                   | Bursa          | Tofaş Nilüfer Spor Salonu           | 07.500 |
| Türk Telekom BK            | Ankara         | Ankara Spor Salonu                  | 10.400 |
| Yukatel Merkezefendi       | Denizli        | Pamukkale Üniversitesi Spor Salonu  | 05.000 |

## Meisterschaften
| Verein                          | Meisterschaften | Die gewonnenen Spielzeiten |
| ------------------------------- | --------------- | --- |
| Anadolu Efes SK                 | 15              | 1979, 1983, 1984, 1992, 1993, 1994, 1996, 1997, 2002, 2003, 2004, 2005, 2009, 2019, 2021                                                                          |
| Fenerbahçe                      | 12              | (Fenerbahçe): 1991, (Fenerbahçe Ülker): 2007, 2008, 2010, 2011, 2014, 2016, 2017, (Fenerbahçe Doğuş): 2018, (Fenerbahçe Beko): 2022, 2024, 2025 (Fenerbahçe Beko) |
| Eczacıbaşı SK                   | 8               | 1976, 1977, 1978, 1980, 1981, 1982, 1988, 1989 |
| Technische Universität Istanbul | 5               | 1968, 1970, 1971, 1972, 1973 |
| Galatasaray                     | 5               | 1969, 1985, 1986, 1990, 2013 |
| Ülkerspor                       | 4               | 1995, 1998, 2001, 2006 |
| Tofaş SAS                       | 2               | 1999, 2000 |
| Pınar Karşıyaka                 | 2               | 1987, 2015 |
| Beşiktaş JK                     | 2               | 1975, 2012 |
| Altınordu Izmir                 | 1               | 1967 |
| Ankara Muhafızgücü              | 1               | 1974 |